# Screen Actors Guild Life Achievement Award
Der Screen Actors Guild Life Achievement Award ist ein Filmpreis für Schauspieler, der seit 1962 von der US-amerikanischen Schauspielergewerkschaft Screen Actors Guild (SAG) vergeben wird. Mit diesem Preis ehrt die Gewerkschaft Schauspieler für ihr Lebenswerk und ihre Verdienste um die Screen Actors Guild. Der Preis wird jährlich vergeben, nur in den Jahren 1964, 1981 und 2021 kam es nicht zu einer Preisvergabe.

## Preisträger

### 1962–1999
- 1962: Eddie Cantor
- 1963: Stan Laurel
- 1965: Bob Hope
- 1966: Barbara Stanwyck
- 1967: William Gargan
- 1968: James Stewart
- 1969: Edward G. Robinson
- 1970: Gregory Peck
- 1971: Charlton Heston
- 1972: Frank Sinatra
- 1973: Martha Raye
- 1974: Walter Pidgeon
- 1975: Rosalind Russell
- 1976: Pearl Bailey
- 1977: James Cagney
- 1978: Edgar Bergen
- 1979: Katharine Hepburn
- 1980: Leon Ames
- 1982: Danny Kaye
- 1983: Ralph Bellamy
- 1984: Iggie Wolfington
- 1985: Paul Newman und Joanne Woodward
- 1986: Nanette Fabray
- 1987: Red Skelton
- 1988: Gene Kelly
- 1989: Jack Lemmon
- 1990: Brock Peters
- 1991: Burt Lancaster
- 1992: Audrey Hepburn
- 1993: Ricardo Montalbán
- 1995: George Burns
- 1996: Robert Redford
- 1997: Angela Lansbury
- 1998: Elizabeth Taylor
- 1999: Kirk Douglas

### Seit 2000
- 2000: Sidney Poitier
- 2001: Ossie Davis und Ruby Dee
- 2002: Ed Asner
- 2003: Clint Eastwood
- 2004: Karl Malden
- 2005: James Garner
- 2006: Shirley Temple
- 2007: Julie Andrews
- 2008: Charles Durning
- 2009: James Earl Jones
- 2010: Betty White
- 2011: Ernest Borgnine
- 2012: Mary Tyler Moore
- 2013: Dick Van Dyke
- 2014: Rita Moreno
- 2015: Debbie Reynolds
- 2016: Carol Burnett
- 2017: Lily Tomlin
- 2018: Morgan Freeman
- 2019: Alan Alda
- 2020: Robert De Niro
- 2021: keine Preisvergabe
- 2022: Helen Mirren
- 2023: Sally Field
- 2024: Barbra Streisand
- 2025: Jane Fonda[1]